# Melanoseps occidentalis
Melanoseps occidentalis är en ödleart som beskrevs av  Peters 1877. Melanoseps occidentalis ingår i släktet Melanoseps och familjen skinkar.

## Underarter
Arten delas in i följande underarter:
- M. o. zairensis
- M. o. occidentalis